# Sphecodes macswaini
Sphecodes macswaini är en biart som beskrevs av Michener 1954. Sphecodes macswaini ingår i släktet blodbin, och familjen vägbin. Inga underarter finns listade i Catalogue of Life.